# 192

## Decese
- 31 decembrie: Commodus, împărat roman (n. 161)